# Tréon
Tréon – miejscowość i gmina we Francji, w Regionie Centralnym, w departamencie Eure-et-Loir.
Według danych na rok 1990 gminę zamieszkiwało 1179 osób, a gęstość zaludnienia wynosiła 108 osób/km² (wśród 1842 gmin Regionu Centralnego Tréon plasuje się na 333. miejscu pod względem liczby ludności, natomiast pod względem powierzchni na miejscu 1105.).

## Współpraca zagraniczna
- Bad Liebenstein, Niemcy